# Calamus australis
Calamus australis es una especie de planta trepadora perteneciente a la familia Arecaceae. Es originaria de Queensland en Australia. También llamada Caña de Loya.=)

## Descripción
Es una palma trepadora con numerosos ganchos a lo largo de la vaina de la hoja y a lo largo de sus hojas, con un largo flagelo "como látigo" que se extiende a 3 m de longitud.

## Taxonomía
Calamus australis fue descrita por Carl Friedrich Philipp von Martius y publicado en Historia Naturalis Palmarum 3: 342. 1853.
Etimología
Calamus: nombre genérico que deriva del griego calamos = caña, en referencia al parecido con los delgados tallos del bambú.
australis: epíteto latino que significa "del sur".
Sinonimia
- Calamus amischus Burret
- Calamus jaboolum F.M.Bailey
- Calamus obstruens F.Muell.
- Palmijuncus australis (Mart.) Kuntze	[5][6]